# Samuelsböckerna
Samuelsböckerna i Gamla Testamentet i Bibeln består av Första Samuelsboken och Andra Samuelsboken. De två Samuelsböckerna sammanställdes förmodligen under det israelitiska folkets fångenskap i Babylonien på 500-talet f.Kr. Fram till 1400-talet hölls Samuelsböckerna samman med Kungaböckerna.